# Família Cruïlles

Armes de la família Cruïlles. De gules, sembrat de creus de plata.

La Família Cruïlles és un llinatge noble originari del poble del mateix nom situat en el Baix Empordà, molt prop de la capital comarcal.
Documentada des de l'any 1035, es va convertir, al llarg dels segles en una de les famílies més importants de la Corona d'Aragó.

## Història
El primer escrit del que es té constància és el testament de Jofre I, l'any 1035.
Aquesta família ha donat molts membres notables a la història, com Jofre II, que va acompanyar a Ramon Berenguer III a Mallorca el 1114; Galceran, que va acompanyar a Pere el Catòlic a la batalla de Las Navas de Tolosa el 1212 o Jofre Gilabert de Cruïlles, almirall destacat en la campanya de Sardenya. Fins i tot un dels seus membres, Berenguer de Cruïlles, és considerat el primer diputat eclesiàstic de la Diputació del General de Catalunya. També ha donat importants ambaixadors, parlamentaris, bisbes i militars.
Cap al 1249, Gilabert de Cruïlles es casa amb l'hereva de Peratallada, unificant patrimoni i convertint-se així en senyors de bona part del Baix Empordà i traslladant la seva residència al castell de Peratallada. Les seves possessions s'estenien des de Santa Pelaia fins a les platges de Begur. A partir de llavors, els seus membres passarien a anomenar-se "de Cruïlles i de Peratallada".
De les moltes línies del tronc familiar principal, l'originària i més important d'elles, establerta a Barcelona, és la que conserva els títols nobiliaris de Barons de Cruïlles i el Marquesat de Castell de Torrent, aquest últim atorgat el 1770 per Carles III a Felip de Cruïlles de Peratallada i de Peguera.
Els Cruïlles, gràcies als matrimonis i les aliances, van aconseguir agrupar un important patrimoni en llocs com Cruïlles, Peratallada, Begur, Regencós, Vulpellach i Torrent, en el Baix Empordà; Sant Hilari Sacalm, Riudarenes, Sils i Santa Coloma de Farners a la comarca de Selva; Lliçà d'Amunt a la comarca del Vallès Oriental; a la ciutat de Girona; a Besalú i Beuda, a la comarca de Garrotxa; a Serinyà i Esponellà, a la comarca del Pla de l'Estany (tots ells a la província de Girona) i a Ibars d'Urgell, comarca del Pla d'Urgell; i Albesa a la comarca de la Noguera (Lleida).
En l'actualitat, aquests títols estan en possessió de Susana de Cruïlles de Peratallada Jaumandreu.
Aquest llinatge català va donar lloc als Cruïlles de Sicília o Cruyllas.